# Торвальд Сольберг
Торвальд Сольберг (англ. Thorvald Solberg) (22 апреля 1852 года — 15 июля 1949 года) — первый регистратор авторских прав (1897—1930) в бюро регистрации авторских прав США.
Он был известным авторитетом в области авторского права США и сыграл важную роль в формировании закона Об авторском праве 1909 года. Годы на должности регистратора — 1897—1930.

## Биография
Торвальд Сольберг родился в Манитовоке, штат Висконсин (Manitowoc, Wisconsin). Был старшим из шести детей, рожденных от норвежских иммигрантов. Сольберг учился в общеобразовательной публичной школе для работников Бостона, Детройта, Ноксвилла, и Омаха. В 1869 году работал в Ноксвилле, штат Теннесси, в книжном магазине, где познакомился с работе с каталогами. В 1872 году переехал в Бостон, где работал в книготорговом бизнеса. В 1874 году устроился на работу у книготорговца Джорджа Х. Смита в Детройте.
С 1 мая 1876 года Солберг работал в библиотеке Конгресса США каталогизатором. В том же 1876 году он работал и в юридическом отделе библиотеки, несмотря на то, что не был юристом. Торвальд Сольберг играл активную роль в работе библиотеки по направлению депонирования и регистрации авторских прав. Он оставался на этой работе до 1889 года, пока не покинул библиотеку, устроившись работать в Бостонскую книжную компанию.
С 1889 году Сольберг, оставив работу в библиотеке, перешел на работу в Бостонской книжной компании (Boston Book Company) в качестве европейского представителя. Он с женой отплыли из Нью — Йорка на пароходе Умбрия в длительное путешествие в Европу для закупки книг. Цель поездки заключалась в закупках комплектов английских журналов, включенных в каталог периодических изданий. Путешествие подорвало его здоровье. Для лечения чета с 1893 до 1896 годы жила на Балеарских островах. Там часть времени они проживали в старом монастыре, в Картуха, Майорка. В 1896 году Сольберг вернулся в Вашингтон.
Сольберг со своей женой, бывшей Мэри Аделаида Норс Линн (Mary Adelaide Nourse), много путешествовали по Америке и Европе. Сам Сольберг пересекал Атлантический океан 38 раз. У него был широкий круг друзей, в том числе Р. Р. Боукером, Мелвил Дьюи, Бёрнетт, Джордж Бернард Шоу и эрцгерцог Австрии Людвиг Сальватор.

## Регистратор авторских прав
В 1897 году американский Конгресс создал бюро авторских прав США, как отдельное структурное подразделение библиотеки Конгресса для оформления функций авторского права. Сольберг, имея опыт работы в этом направлении, получил широкую поддержку и стал первым руководителем управления. После интервью президента Уильяма Маккинли 22 июля 1897 года Сольберг был назначен в библиотеке Конгресса первым регистратором авторских прав с годовым окладом в $3000 и штатом из 29 секретарей.
В течение своего срока пребывания в качестве регистра, Солберг играл активную роль в развитии авторского права в Соединенных Штатах. Сольберг составил тексты всех законов об авторском праве США его времени, включая 1906 года. Он написал 32 ежегодных доклада и подготовил Предложения в законодательство об авторском праве.
Он выступал за реформы авторского права и сыграл важную роль в прохождении закона Об авторском праве 1909 года, был автором наиболее значительных поправок в законе США об авторском праве. Был известен как борец за права авторов и поддерживал требования регистрации и депозита в законе об авторских правах Сольберг также добивался, чтобы Соединенные Штаты присоединились к Бернской Конвенции.
Торвальд Сольберг вышел на пенсию 21 апреля 1930 года в свой 78-й день рождения.

## Личная жизнь
Торвальд Сольберг был женат на Марии Аделаиде Ноурсе из города Линн, штат Массачусетс. Проживал на Капитолийском холме, когда начинал свою работу в качестве регистратора авторских прав. В 1914 году Солберг переехал в Глен Эхо-Хайтс, Мэриленд, где проживал до смерти. Сольберг был также плодовитым писателем, составил ряд библиографических указателей и сборников законов об авторском праве Соединенных Штатов и иностранных законов об авторском праве.

## Избранные сочинения
- Авторское право в Конгрессе 1789—1904: библиография и хронологическая запись всех разбирательств в Конгрессе в отношении авторских прав от 15 апреля 1789 года до 28 апреля 1904 года, от 1 Конгресса, 1-й сессии до 58 Конгресс, 2-й сессии (государственная типография, февраль 1905)
- Закон Об Авторском Праве Реформы, Йельский Юридический Журнал, Том. 35, Выпуск № 1 (Ноябрь 1925), РР. 48-75
- Международный союз Авторского Права , Йельский Юридический Журнал, Том. 36, Выпуск № 1 (Ноябрь 1926), РР. 68-111
- Положения современного авторского права, Йельский Юридический Журнал, Том. 40, Выпуск № 2 (Декабрь, 1930), РР. 184-214